# From Nowhere... The Troggs
From Nowhere...The Troggs è il primo album in studio della band inglese The Troggs, pubblicato nel 1966. Venne pubblicata negli USA con una diversa track list e il titolo Wild Thing.

## Tracce

### Edizione UK
1. Wild Thing – 2:34 (Chip Taylor)
2. The Kitty Cat Song – 2:11 (Jimmy Roach, Joe Spendel)
3. Ride Your Pony – 2:24 (Naomi Neville)
4. Hi Hi Hazel – 2:43 (Bill Martin, Phil Coulter)
5. I Just Sing – 2:09 (Reg Presley)
6. Evil – 3:12 (Shelby S. Singleton Jr.)
7. Our Love Will Still Be There – 3:08 (Reg Presley)
8. Louie Louie – 3:01 (Richard Berry)
9. Jingle Jangle – 2:26 (Reg Presley)
10. When I'm with You – 2:23 (Reg Presley)
11. From Home – 2:20 (Reg Presley)
12. The Jaguar and the Thunderbird – 2:01 (Chuck Berry)

Durata totale: 30:32

### Edizione USA
1. Wild Thing – 2:34 (Chip Taylor)
2. From Home – 2:20 (Reg Presley)
3. I Just Sing – 2:09 (Reg Presley)
4. Hi Hi Hazel – 2:43 (Bill Martin, Phil Coulter)
5. Lost Girl – 2:31 (Reg Presley)
6. Evil – 3:12 (Shelby S. Singleton Jr.)
7. With a Girl Like You – 2:05 (Reg Presley)
8. Our Love Will Still Be There – 3:08 (Reg Presley)
9. Jingle Jangle – 2:26 (Reg Presley)
10. When I'm with You – 2:23 (Reg Presley)
11. Your Love – 1:52 (Larry Page, Michael Julien)
12. I Want You – 2:13 (Larry Page, Colin Frechter)

Durata totale: 29:36

## Formazione
- Pete Staples: basso e chitarra ritmica
- Chris Britton: chitarra
- Reg Presley: voce, basso e ocarina
- Ronnie Bond: batteria